# Joseph Adam von Arco
Joseph Adam von Arco (Salisburgo, 27 gennaio 1733 – Graz, 3 giugno 1802) è stato un arcivescovo cattolico austriaco, vescovo di Hradec Králové e arcivescovo, titolo personale, di Seckau.

## Biografia

### I primi anni
Joseph Adam von Arco nacque a Salisburgo il 27 gennaio 1733 e i suoi genitori erano il conte Anton Felix von Arco e la contessa Josephine von Hardegg.
Venne destinato ad intraprendere la carriera ecclesiastica e studiò al Collegium Germanicum di Roma, ove conseguì il titolo accademico di dottore in teologia e filosofia.
Il 7 dicembre 1755 prese definitivamente gli ordini sacri e fu nominato nel 1760 canonico a Passavia. Il 9 aprile 1764 fu eletto vescovo ausiliare di Passavia e fu destinato alla sede titolare di Ippona Regia. Fu consacrato vescovo il 1º maggio 1764 dal vescovo Leopold Ernst Firmian. Nel 1773 Joseph Adam von Arco ottenne anche il canonicato a Salisburgo.

### Vescovo di Königgrätz (Hradec Králové)
Dopo la morte del vescovo di Königgrätz (oggi Hradec Králové) Johann Andreas Kayser von Kaysern von Arco venne nominato dall'imperatrice Maria Teresa d'Austria, nella sua veste di regina di Boemia, quale suo successore il 17 maggio 1776. La conferma papale gli pervenne il 15 o il 25 luglio di quell'anno, e dall'agosto successivo poté prendere possesso della diocesi. Come primo atto iniziò la visita della diocesi, proponendo una riorganizzazione del sistema parrocchiale che però poi non ebbe effetto, forse anche a causa del fatto che egli dal 1778 prese residenza stabile a Salisburgo.

### Vescovo di Seckau
Alla morte del vescovo Joseph Philipp Franz von Spaur di Seckau, von Arco venne proposto per succedergli alla carica episcopale il 1º gennaio 1780. A Seckau si resero subito necessarie alcune misure di prevenzione contro il giansenismo che andava dilagando nella diocesi, e fu così che von Arco predispose la chiusura di alcuni monasteri e la riduzione delle confraternite. Nel 1781 l'imperatore Giuseppe II d'Asburgo-Lorena proclamò l'editto di tolleranza e come tale anche queste riforme ebbero ragione di esistere ma solo per breve tempo.
Durante il suo periodo di regno, le diocesi di Lavant e Seckau videro aumentare i propri territori rimanendo parte della provincia ecclesiastica dell'arcidiocesi di Salisburgo. Allo stesso tempo la sede episcopale di Seckau venne trasferita alla cattedrale di Graz ove venne eretto anche un capitolo. Ottenne quindi il titolo personale di arcivescovo.
Arco predispose numerose visite nella sua diocesi e lavorò per sviluppare l'istruzione religiosa del suo popolo, condannandone però il tradizionalismo locale.
Morì di un colpo apoplettico e fu sepolto nel cimitero Steinfeld a Graz.

## Genealogia episcopale e successione apostolica
La genealogia episcopale è:
- Cardinale Guillaume d'Estouteville, O.S.B.Clun.
- Papa Sisto IV
- Papa Giulio II
- Cardinale Raffaele Sansone Riario
- Papa Leone X
- Papa Paolo III
- Cardinale Francesco Pisani
- Cardinale Alfonso Gesualdo
- Papa Clemente VIII
- Cardinale Pietro Aldobrandini
- Cardinale Laudivio Zacchia
- Cardinale Antonio Barberini, O.F.M.Cap.
- Cardinale Marcantonio Franciotti
- Papa Innocenzo XII
- Cardinale Leopold Karl von Kollonitsch-Lipót
- Cardinale Johann Philipp von Lamberg
- Arcivescovo Franz Anton von Harrach zu Rorau
- Arcivescovo Leopoldo Antonio Eleuterio Firmian
- Cardinale Leopoldo Ernesto Firmian
- Arcivescovo Joseph Adam von Arco

La successione apostolica è:
- Vescovo Leopold Leonhard von Thun (1797)